# Amusium balloti
Amusium balloti is een tweekleppigensoort uit de familie van de Pectinidae. De wetenschappelijke naam van de soort is voor het eerst geldig gepubliceerd in 1861 door Bernardi.